# Bayerische B II
Bayerische B II waren Lokomotiven  mit zwei Treibachsen für gemischten Dienst der Königlich Bayerischen Staatsbahn.
Diese Bauart wurde zeitgleich mit den Lokomotiven der Reihe A III mit einer Treibachse gebaut. Beide Reihen wiesen gleiche Konstruktionsmerkmale auf. Sie waren mit einem Schlepptender der Bauart 3 T 5 gekuppelt.
Folgende Lokomotiven der Gattung B II wurden von Maffei geliefert:
| Inv.-Nr. | Name          | Hersteller | Fabr.-Nr. | Baujahr | Abnahme       | Ausmust.  | Bemerkungen |
| -------- | ------------- | ---------- | --------- | ------- | ------------- | --------- | ----------- |
| 68       | BUCHLOE       | Maffei     | 75        | 1851    | Sep. 1851     | Dez. 1878 |             |
| 69       | SCHWABMÜNCHEN | Maffei     | 76        | 1851    | Sep. 1851     | 1879      |             |
| 70       | KEMPTEN       | Maffei     | 77        | 1851    | Sep. 1851     | 1876      |             |
| 71       | IMMENSTADT    | Maffei     | 78        | 1851    | Sep. 1851     | 1879      |             |
| 72       | STAUFFEN      | Maffei     | 79        | 1851    | Nov. 1851     | 1878      |             |
| 73       | ALLGÄU        | Maffei     | 80        | 1851    | 13. Dez. 1851 | Dez. 1878 |             |
| 74       | ILLER         | Maffei     | 81        | 1851    | 24. Dez. 1851 | 1879      |             |
| 76       | GRÜNTEN       | Maffei     | 82        | 1851    | 23. Feb. 1852 | 1879      |             |
| 78       | MÜNCHEN       | Maffei     | 91        | 1851    | 12. Mai 1852  | 1879      |             |
| 79       | NYMPHENBURG   | Maffei     | 92        | 1851    | 18. Mai 1852  | 1876      |             |
| 80       | ISAR          | Maffei     | 93        | 1851    | 27. Mai 1852  | 1878      |             |
| 81       | AMPER         | Maffei     | 94        | 1851    | Mai 1852      | 1879      |             |
| 82       | LECHFELD      | Maffei     | 95        | 1851    | Juni 1852     | 1879      |             |
| 83       | BERG          | Maffei     | 96        | 1851    | 18. Juni 1852 | Dez. 1878 |             |